# برمنغنات الأمونيوم
برمنغنات الأمونيوم هو مركب كيميائي يُرمز له بالصيغة الكيميائية NH4MnO4 أو NH3·HMnO4. هذا المركب قابل للذوبان في الماء ويُعتبر مؤكسِد قوي بفضل أنيون البرمنغنات الموجود فيه، فضلاً عن كونه أيضاً مادة متفجرة قوية نتيجة اندماج البرمنغنات المؤكسِدة وكاتيون الأمونيوم. برمنغنات الأمونيوم الجاف يمكن أن تنفجر انفجاراً صاعقاً عن طريق تعرضه للحرارة، الاحتكاك، أو الصدمة الكهربائية. هذا ويمكن أن ينفجر أيضاً في درجة حرارة فوق ال   C° 60   يتحلل برمنغنات الأمونيوم منفجراً إلى أكسيد المنغنيز الرباعي، النيتروجين، والماء.  2NH4MnO4 → 2 MnO2 + N2 + 4 H2O
أول من قام  بتحضير برمنغنات الأمونيوم كان العالِم الألماني إيلهارد ميتشرلك عام 1824 بواسطة التفاعل الكيميائي بين برمنغنات الفضة وكمية كتلية مساوية من كلوريد الأمونيوم، حيث يتم تصفية كلوريد الفضة وتتبخر الماء فينتج عن ذلك بقاء برمنغنات الأمونيوم.
علاوة على ذلك يمكن تحضيره أيضاً بطريقة مشابهة بواسطة برمنغنات الباريوم وكبريتات الأمونيوم. 